# Tobias Wächter
Tobias Wächter (Düsseldorf, 3 de agosto de 1988) es un deportista alemán que compite en ciclismo en la modalidad de pista, especialista en las pruebas de velocidad por equipos y keirin.
Ganó tres medallas de oro en el Campeonato Europeo de Ciclismo en Pista, en los años 2012 y 2014.

## Medallero internacional
| Campeonato Europeo | Campeonato Europeo     | Campeonato Europeo | Campeonato Europeo    |
| Año                | Lugar                  | Medalla            | Competición           |
| ------------------ | ---------------------- | ------------------ | --------------------- |
| 2012               | Panevėžys (Lituania)   | Medalla de oro     | Velocidad por equipos |
| 2012               | Panevėžys (Lituania)   | Medalla de oro     | Keirin                |
| 2014               | Baie-Mahault (Francia) | Medalla de oro     | Velocidad por equipos |